# Carl Arthur Pastor
Carl Arthur Pastor (* 24. Juli 1885 in Burtscheid; † 23. September 1960 in Aachen) war ein deutscher Bankier und Versicherungsunternehmer.

## Leben und Wirken
Abstammend aus der Unternehmerfamilie Pastor absolvierte der Sohn des Nadelfabrikanten (Philipp Heinrich) Arthur Pastor (1856–1931) und der Maria Kesselkaul (1861–1940) sowie Enkel des preußischen Kommerzienrates Rudolf Arthur Pastor im Jahr 1904 am ehemaligen Kaiser-Wilhelm-Gymnasium, dem heutigen Einhardgymnasium in Aachen, sein Abitur. Anschließend studierte er Rechtswissenschaften an den Universitäten in Oxford, Heidelberg und Bonn. Im Jahre 1910 trat Pastor eine Stelle als Referendar an und legte 1913 seine Promotion zum Dr. jur. ab. Er war seit 1906 Mitglied des Corps Guestphalia Heidelberg.
Die nun folgenden Jahre seiner Tätigkeit als Assessor wurden durch seinen Einsatz im Ersten Weltkrieg unterbrochen, während dessen Verlauf Pastor zunächst im Dienste des Roten Kreuzes, später bei einer Infanterie-Ersatzformation und schließlich im Zivilverwaltungsdienst in Belgien eingesetzt wurde.
Im Jahre 1920 beantragte Pastor die Entlassung aus dem Staatsdienst und wechselte in die private Bankwirtschaft über. Hier durchlief er rasch die nächsten Stationen seiner beruflichen Laufbahn und übernahm schließlich zunächst in Mannheim, anschließend in Berlin und zuletzt bei der Dresdner Bank in Aachen die Stellung des Bankdirektors. Darüber hinaus war Pastor Mitglied in Aufsichtsräten vieler renommierter Gesellschaften des Wirtschaftslebens und hatte dabei zeitweise sieben Aufsichtsratsvorsitze und fünf Stellvertretende Vorsitze inne. So leitete  er unter anderem die Aufsichtsräte der AachenMünchener, der ehemaligen Aachener und der Fortuna-Rückversicherung sowie der ehemaligen Nordstern, Turingia und Oldenburgische-Lebensversicherungs AG. Als stellvertretender Vorsitzender gehörte Pastor beispielsweise dem Aufsichtsrat der Dresdner Bank ebenso an wie ab 1952 ihrer Nachfolgeorganisation, der Rhein-Ruhr-Bank AG.
In der Tradition der alten Verbundenheit der AachenMünchener Versicherung zur RWTH Aachen, die auch Pastor intensiv pflegte – über den Aachener Verein zur Beförderung der Arbeitsamkeit als Kassenverwalter wurde durch die AachenMünchener unter anderem 1865 der Bau des Polytechnikums ermöglicht – legte er testamentarisch fest, dass nach seinem Tod ein Großteil seines Vermögens gemeinnützigen Zwecken zur Verfügung stehen und in die zu gründende Carl-Arthur Pastor-Stiftung einfließen solle. Aus dieser Stiftung werden seitdem die Carl Arthur Pastor-Stipendien und der Aachener und Münchener Preis für Technik und angewandte Naturwissenschaften vergeben.
In Würdigung seiner großen Verdienste um den inneren und äußeren Aufbau der Hochschule wurde Carl Arthur Pastor im Rahmen der 125-jährigen Gründungsfeier der Aachener und Münchener Feuerversicherungsgesellschaft und des 80-jährigen Bestehens der Hochschule im Jahre 1950 zunächst zum Ehrenbürger sowie 1959 unter anderem auch auf Grund seiner Fürsorge für die sozialen Einrichtungen der Studentenschaft zum Ehrensenator der TH ernannt.
Neben seinen zahlreichen beruflichen und gesellschaftlichen Verpflichtungen war Pastor sowohl selber aktiv als auch als Funktionär dem Sport und hier besonders dem Tennis-, dem Hockey- und dem Golfsport sehr zugeneigt. Pastor gehörte mit zu den ersten Mitgliedern des Aachener Golfclubs 1927 e.V., leitete diesen Verein ab 1933 bis zu seinem Tode im Jahr 1960 als Präsident und wurde dabei auch zum Ehrenpräsidenten ernannt.
Carl Arthur Pastor war verheiratet mit Hedwig Röchling (1885–1969), einer Tochter des Ludwigshafener Unternehmers August Röchling. Er wurde begraben in der Grabstätte der Familie Pastor auf dem Heißbergfriedhof Burtscheid/Aachen.